# Daniel Cohn-Bendit
Daniel Marc Cohn-Bendit (Montauban, 4 de abril de 1945) é um político franco-alemão do partido ecologista Die Grünen, atualmente deputado europeu e co-presidente o grupo parlamentar Grupo dos Verdes/Aliança Livre Europeia. Foi líder estudantil protagonista da massiva movimentação popular em maio de 1968 em Paris. Cohn-Bendit fala fluentemente o francês e o alemão.

## Biografia
Daniel Cohn-Bendit nasceu na França, filho de judeus alemães refugiados na França em 1933 fugidos do Nazismo. Aos 14 anos, optou pela nacionalidade alemã porque, segundo ele, não queria se sujeitar ao serviço militar francês.
Membro da Federação Anarquista, e depois do movimento "Negro e Vermelho", ele se definiu mais tarde como liberal-libertário. Em 1967, enquanto é estudante de Sociologia da Universidade de Nanterre, começa o movimento de contestação que levará ao Movimento de 22 de Março em 1968. É colocado na "lista negra" dos estudantes da faculdade. Na seqüência da evacuação das salas pela polícia em 2 de maio, está entre os estudantes que ocupam a Sorbonne em 3 de maio. Será, junto com Alan Geismar e Jacques Sauvageot, uma das principais figuras de Maio de 68. Em 21 de maio, enquanto está em Berlim, é proibido de retornar à França. Em 28 de maio, com o cabelo tingido e óculos escuro, volta para Sorbonne, onde é aclamado. O slogan "Somos todos judeus alemães" demonstra o apoio dos jovens a quem a imprensa chama de "Dany, o vermelho".
Em 2010 declarou apoio à candidatura de Marina Silva a presidência do Brasil. No segundo turno das eleições assinou documento em apoio à candidatura de Dilma Rousseff. O documento dizia que "por trás de José Serra, a direita brasileira vem mobilizando tudo o que há de pior em nossas sociedades".
Em maio de 2015, Daniel Cohn-Bendit obteve a nacionalidade francesa.